# قوطی کلید و پریز
قوطی کلید و پریز (انگلیسی: Pattress) محفظه‌ای برای قرار دادن قسمت پشتی ابزارآلات برقی نظیر دوشاخه و پریز برق متناوب، کلید لامپ یا هلدر لامپ است.

## نگارخانه

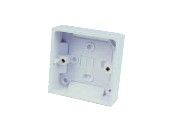
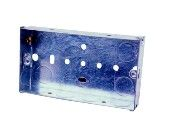
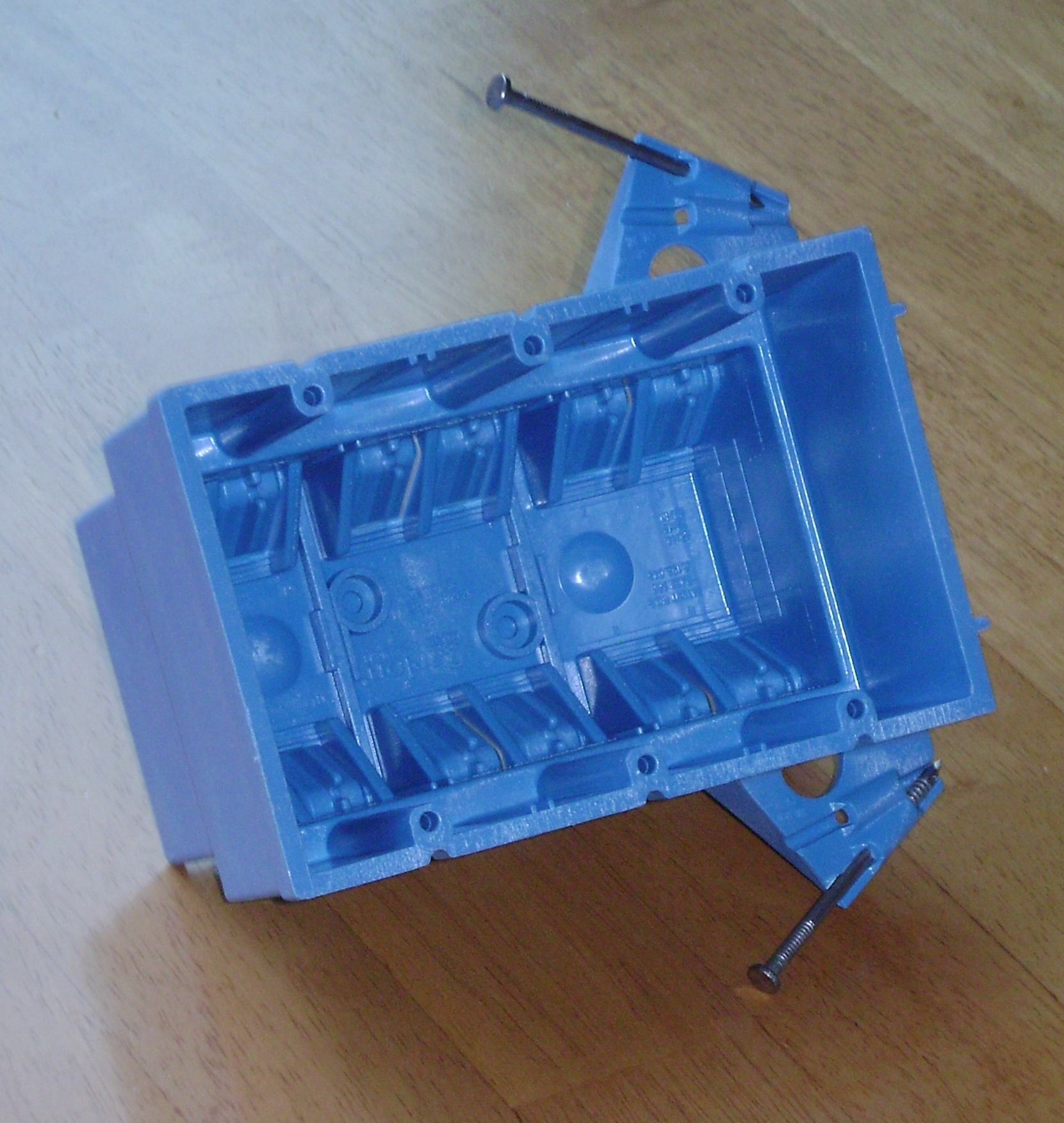
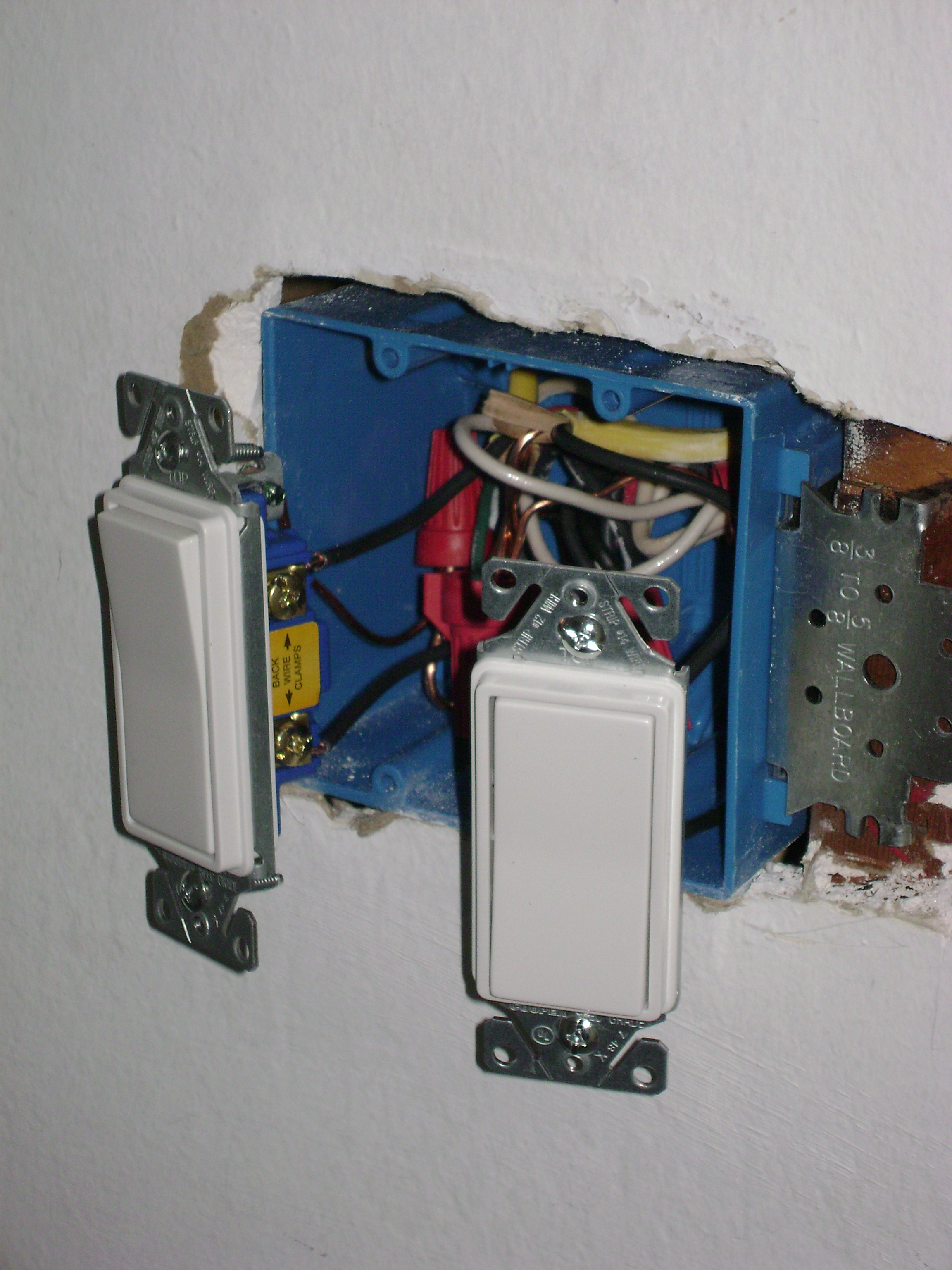
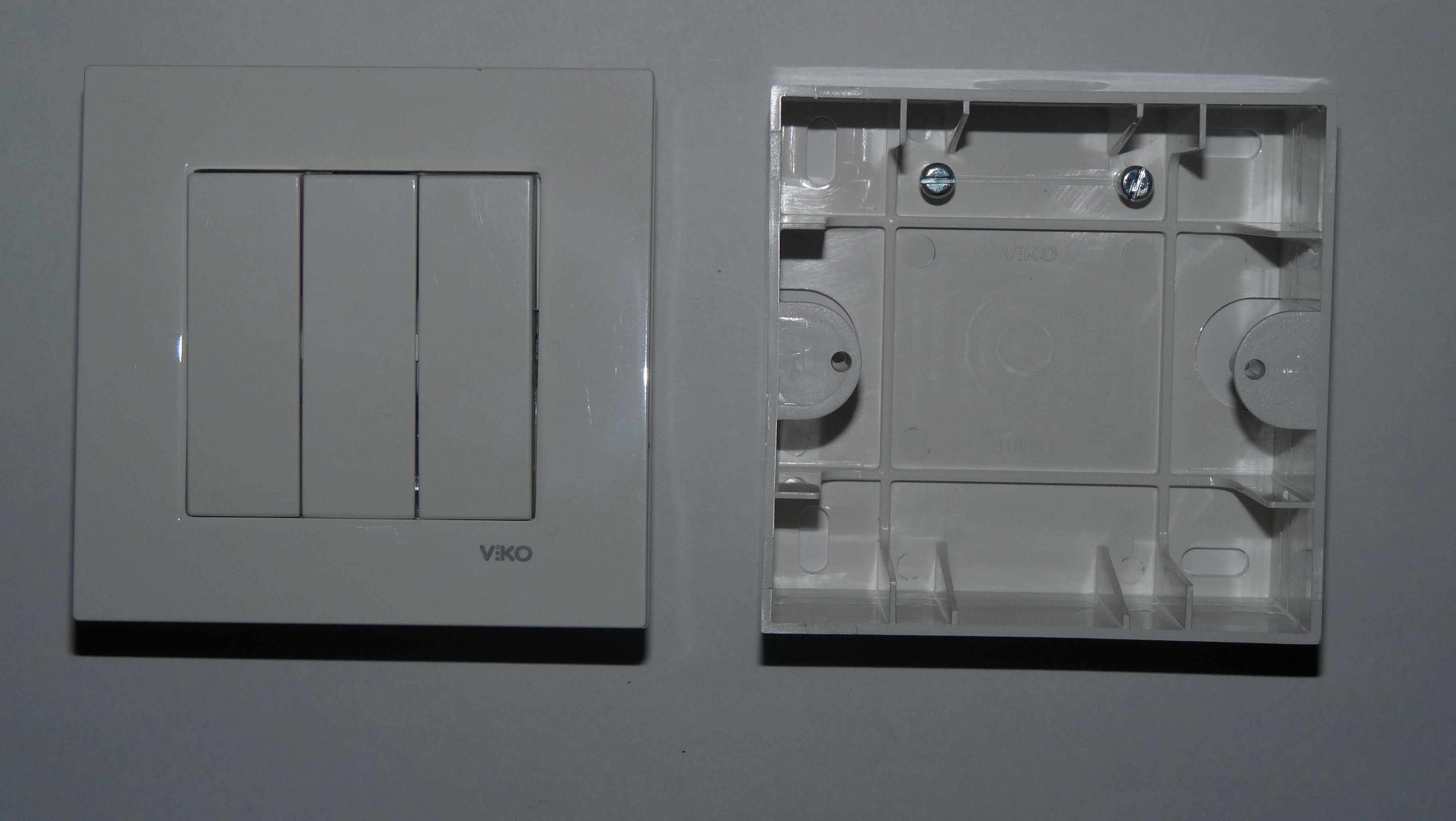
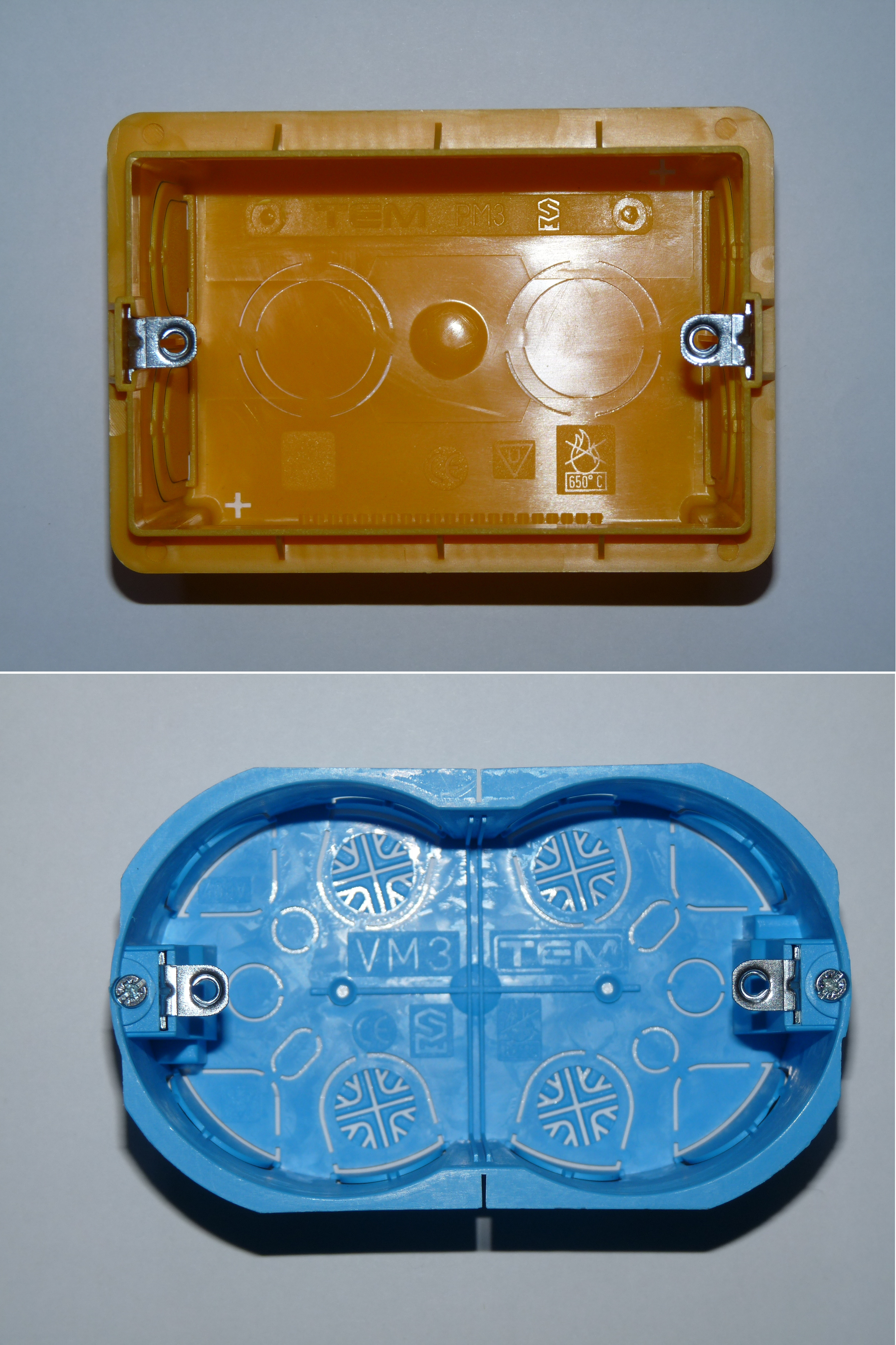
TEM fitting boxes